# Pas przesłaniania
Pas przesłaniania – element ubezpieczenia bojowego, którego zadaniem jest osłona wojsk przed zaskakującym uderzeniem wroga.
Stanowi go system pozycji obrony i urządzeń inżynieryjnych rozbudowywanych przed pierwszym pasem obrony. Organizuje się go w przypadku przechodzenia wojsk własnych do obrony bez styczności z przeciwnikiem. Działają w nim oddziały wydzielone czołowych związków taktycznych. Ich zadaniem jest rozpoznać siły i środki nieprzyjaciela, opóźnić jego natarcie, zmusić do wcześniejszego rozwinięcia wojsk. Oddziały strony broniącej mogą przejść do kontrataku. Wojska własne mogą też prowadzić działania opóźniające. Celem obrony w pasie przesłaniania może być też wprowadzenie przeciwnika w błąd co do struktury obrony wojsk własnych.